# Andrew Nicholson (Basketballspieler)
Andrew Fabian Nicholson (* 8. Dezember 1989 in Mississauga, Ontario, Kanada) ist ein kanadischer Basketballspieler.

## College
Nicholson spielte vier Saisons in der NCAA für sein College St.-Bonaventura-Universität.
In dieser Zeit spielte er 123 Spiele und erreichte einen Durchschnitt von 17,1 Punkten, 7,2 Rebounds sowie 2 Blocks pro Spiel.

## NBA-Karriere

### Orlando Magic
Im NBA-Draft 2012 wurde Nicholson in der ersten Runde an der 19. Position von den Orlando Magic ausgewählt. Der Power Forward spielte in seiner Debütsaison 75 von 82 Spielen, bei denen er durchschnittlich 16,7 Minuten auf dem Feld stand. Er erreichte dabei durchschnittlich 7,8 Punkte pro Spiel und 3,4 Rebounds. In 28 Partien lief er in der Starting Five auf.
In den drei nachfolgenden Saisons lief es für Nicholson weniger gut. Er stand in allen drei Jahren zusammen lediglich achtmal in der Starting Five und er bekam deutlich weniger Einsatzzeiten. In allen vier Saisons bei den Magic verpasste er mit dem Team die Teilnahme an den Play-offs.

### Washington Wizards/Brooklyn Nets
Im Sommer 2016 wechselte Nicholson zu den Washington Wizards. Für die Wizards stand Nicholson lediglich in 28 Spielen auf dem Parkett, davon kein einziges Mal in der Startformation. Noch während der Saison 2016/17 wurde er zu den Brooklyn Nets, zusammen mit Marcus Thornton und einem Erstrunden-Pick, transferiert. Als Gegenwert bekamen die Wizards Bojan Bogdanovic und Chris McCullough.
Die Nets planten ebenfalls nicht mit Nicholson, setzten ihn zehnmal ein und transferierten ihn in der Off-Season 2017 für Allen Crabbe zu den Portland Trail Blazers weiter. Die Blazers fädelten das Tauschgeschäft mit Nicholson ein, um sich das hohe Gehalt von Crabbe einzusparen. Ein wirkliches Interesse an Nicholson als Spieler bestand vermutlich zu keinem Zeitpunkt, dementsprechend entließen die Trail Blazers Nicholson kurze Zeit später. Nicholson wird bis 2024 von der Franchise aus Portland weiterbezahlt, jährlich erhält er 2,84 Millionen US-Dollar.

### Wechsel nach China
Nach fünf Spielzeiten in der NBA wechselte Nicholson zu den Guangdong Southern Tigers in die CBA. 2018 wechselte Nicholson innerhalb der chinesischen Liga zu den Fujian Sturgeons.